# Ala I Brittonum

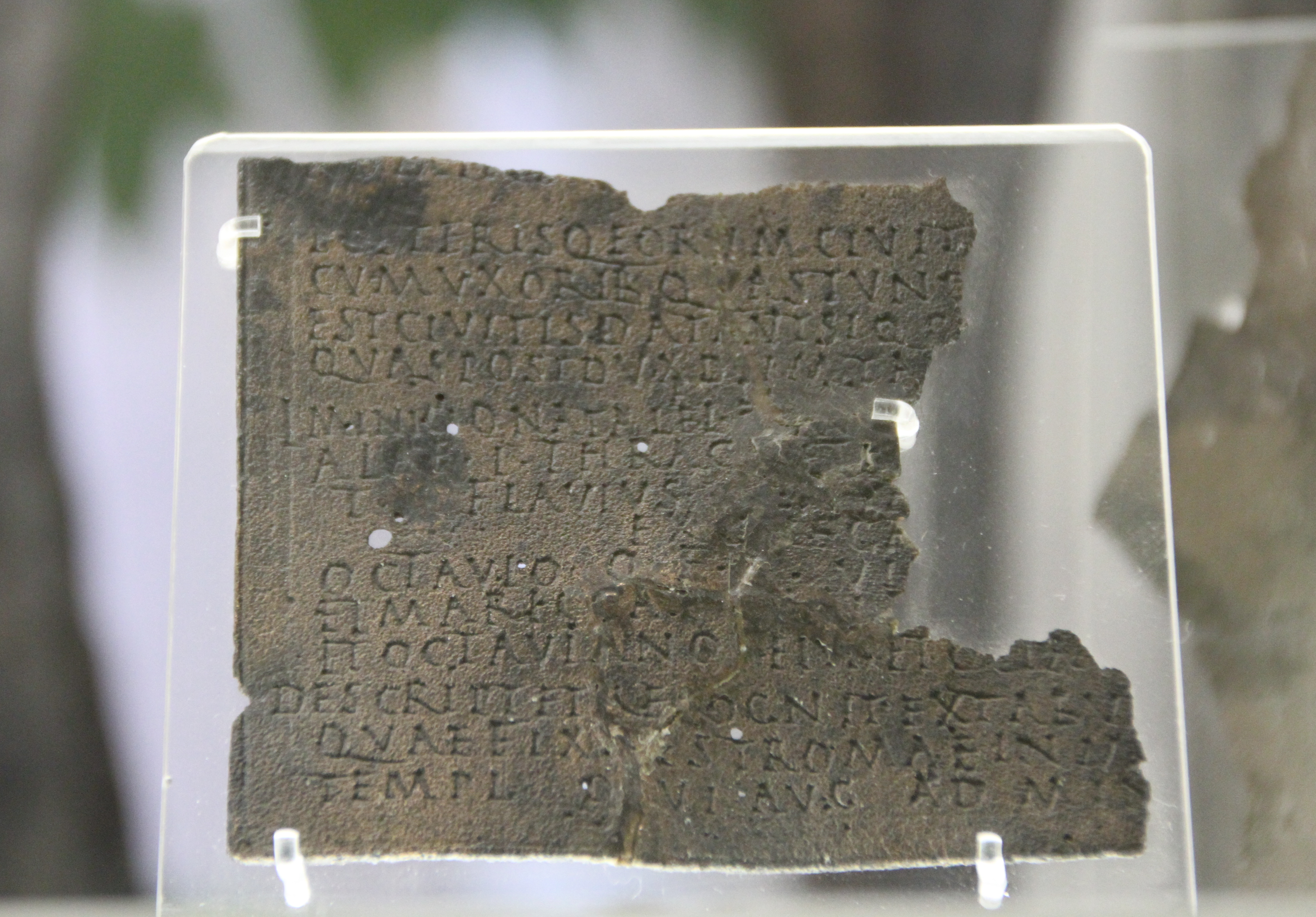
Das Militärdiplom von 139 n. Chr.

Die Ala I Brittonum [civium Romanorum] [veterana oder veteranorum] (deutsch 1. Ala der Briten [der römischen Bürger] [die altgediente]) war eine römische Auxiliareinheit. Sie ist durch Militärdiplome und Inschriften belegt.

## Namensbestandteile
- Ala: Die Ala war eine Reitereinheit der Auxiliartruppen in der römischen Armee.

- I: Die römische Zahl steht für die Ordnungszahl die erste (lateinisch prima). Daher wird der Name dieser Militäreinheit als Ala prima .. ausgesprochen.

- Brittonum: der Briten. Die Soldaten der Kohorte wurden bei Aufstellung der Einheit aus den verschiedenen Stämmen der Briten auf dem Gebiet der römischen Provinz Britannia rekrutiert.

- civium Romanorum: der römischen Bürger. Den Soldaten der Einheit war das römische Bürgerrecht zu einem bestimmten Zeitpunkt verliehen worden. Für Soldaten, die nach diesem Zeitpunkt in die Einheit aufgenommen wurden, galt dies aber nicht. Sie erhielten das römische Bürgerrecht erst mit ihrem ehrenvollen Abschied (Honesta missio) nach 25 Dienstjahren. Der Zusatz kommt in Militärdiplomen von 123 bis 162 vor.

- veterana oder veteranorum: die altgediente/die altbewährte bzw. der Veteranen. Der Zusatz kommt in der Inschrift (CIL 8, 9764) vor.

Da es keine Hinweise auf den Namenszusatz milliaria (1000 Mann) gibt, war die Einheit eine Ala quingenaria. Die Sollstärke der Ala lag bei 480 Mann, bestehend aus 16 Turmae mit jeweils 30 Reitern.

## Geschichte
Die Ala war in den Provinzen Pannonia und Dacia stationiert. Sie ist auf Militärdiplomen für die Jahre 71 bis 162 n. Chr. aufgeführt.
Die Einheit wurde vor 70 aufgestellt, möglicherweise während der Regierungszeit von Nero (54–68). Sie war vermutlich zunächst in der Provinz Pannonia stationiert. Die Ala nahm möglicherweise an den Pannonischen Kriegen von Domitian (81–96) wie auch an den Dakerkriegen Trajans (98–117) teil. Vermutlich war sie nach den Dakerkriegen in der Provinz Dacia superior stationiert. Durch eines der Diplome von 123 ist belegt, dass die Einheit in diesem Jahr aus Dacia superior nach Dacia Porolissensis verlegt wurde (translatis in Dacia Porolisensi).
Der erste gesicherte Nachweis der Einheit in der Provinz Pannonia inferior beruht auf einem Diplom, das auf 146 datiert ist. In dem Diplom wird die Ala als Teil der Truppen (siehe Römische Streitkräfte in Pannonia) aufgeführt, die in der Provinz stationiert waren. Weitere Diplome, die auf 148 bis 162 datiert sind, belegen die Einheit in derselben Provinz.
Möglicherweise wurde die Ala (bzw. eine Vexillation derselben) um 149/150 vorübergehend nach Mauretania Caesariensis verlegt, um an der Niederschlagung eines Aufstandes teilzunehmen.

## Standorte
Standorte der Ala in Pannonia waren möglicherweise:
- Alta Ripa (Tolna): Die Inschriften von Claudius Celer und Marcus Domitius Secundinus wurden hier gefunden.

## Angehörige der Ala
Folgende Angehörige der Ala sind bekannt:

### Kommandeure
| - Marcus Minicius Marcellinus: er wird auf einem Diplom von 123 (RMD 1, 21) als Kommandeur genannt. | - Marcus Coelius Honoratus: er wird auf dem Diplom von 71 als Kommandeur genannt. |

### Sonstige
| - C(aius) Cominius Cominianus, ein Reiter (AE 2005, 1263) - Cersus: das Diplom von 71 wurde für ihn ausgestellt. - Cl(audius) Celer, ein Veteran (AE 1960, 15) - Glavus: eines der Diplome von 123 (RMD 1, 21) wurde für ihn ausgestellt. | - M(arcus) Domiti(us) Secundinus, ein Decurio (CIL 3, 3305) - M(arcus) Ulp(ius) Crescentinus, ein Reiter (AE 1968, 31) - Marcus Ulp(ius) Faustianus, ein Librarius (CIL 8, 9764) |